# Georgi Donkov
Georgi Dimitrov Donkov, bolgárul: Георги Димитров Донков; (Szófia, 1970. június 2. –) bolgár válogatott labdarúgó.
A bolgár válogatott tagjaként részt vett az 1996-os Európa-bajnokságon.

## Sikerei, díjai
Levszki Szofija
- Bolgár bajnok (2): 1987–88, 1992–93
- Bolgár kupa (2): 1990–91, 1991–92